# Breitscheid (Hessen)
Breitscheid ist eine Gemeinde im mittelhessischen Lahn-Dill-Kreis.

## Geografie

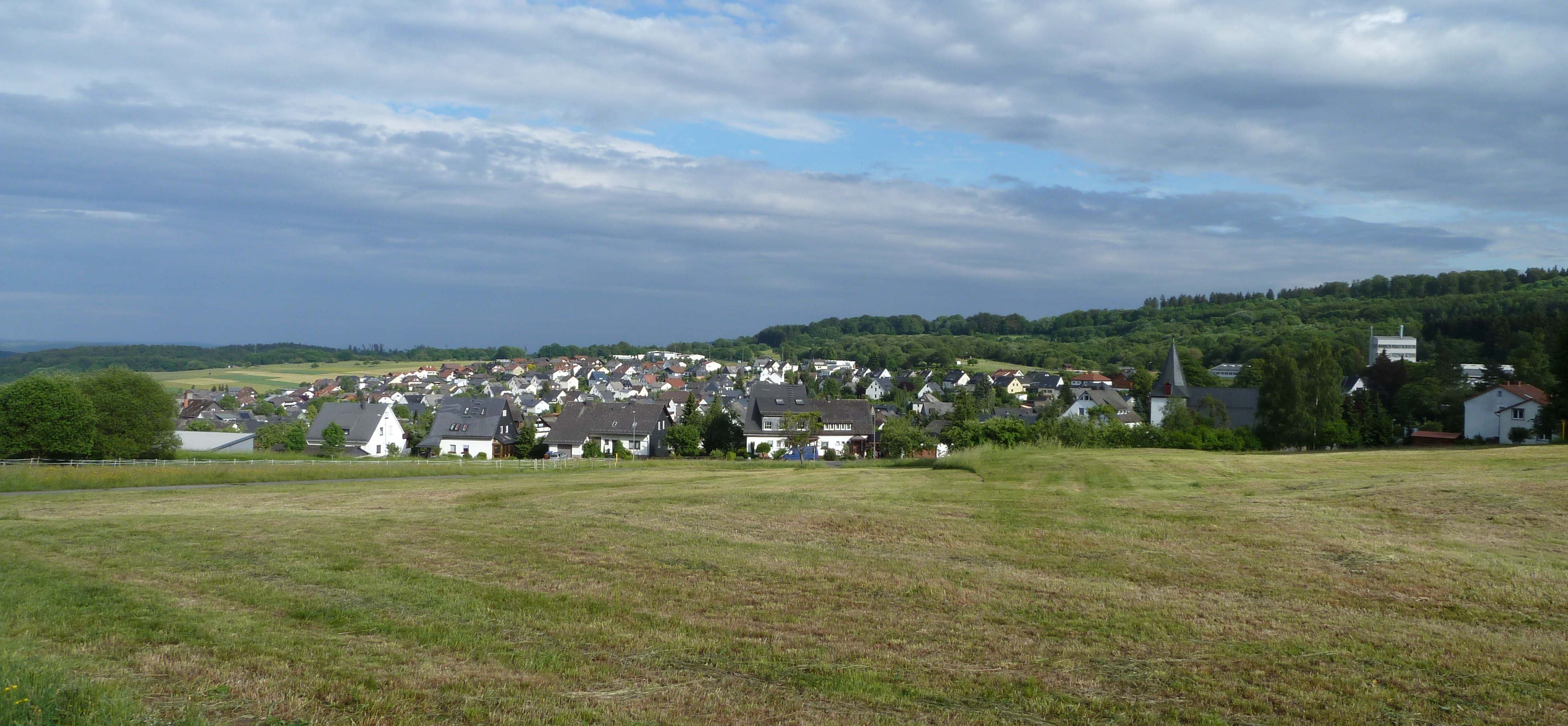
Breitscheid von Nordwesten aus

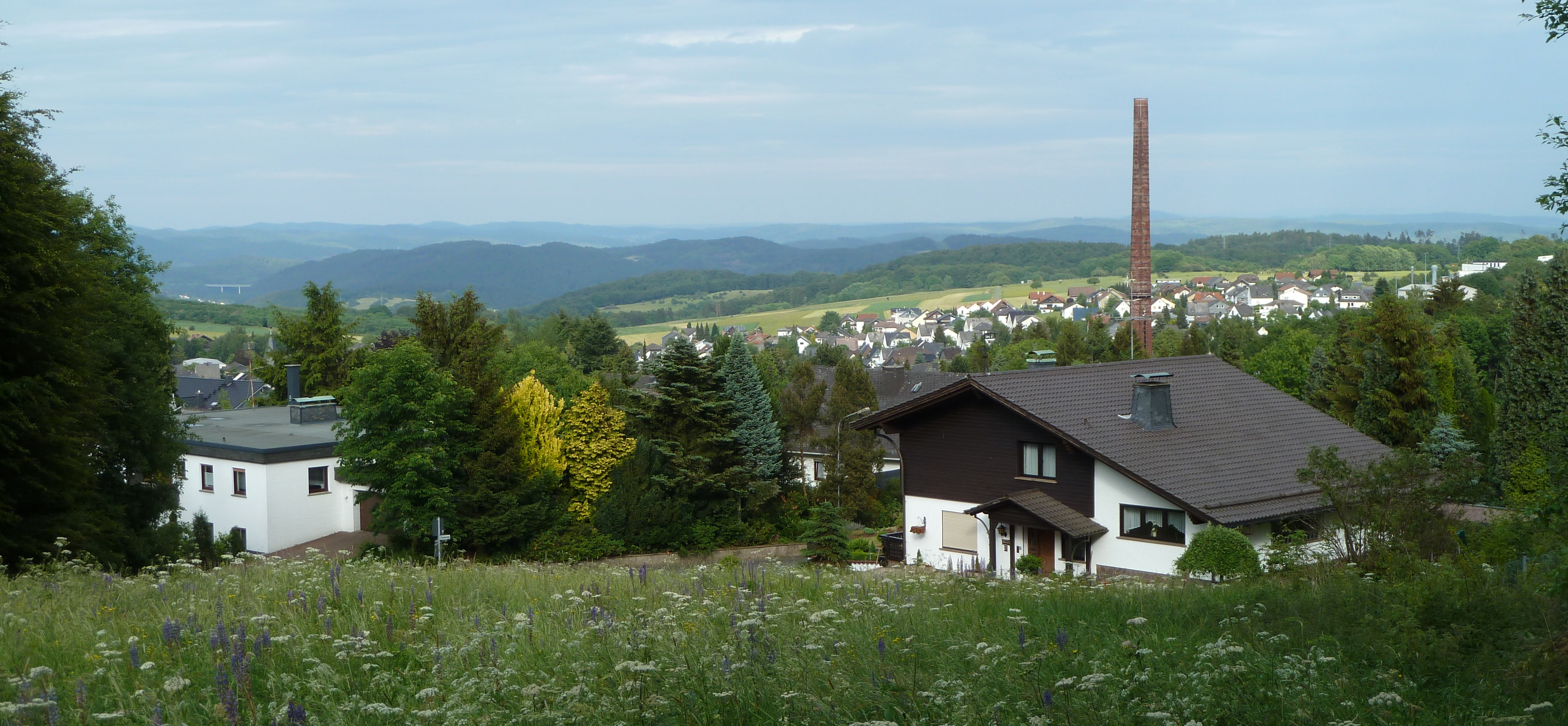
Der Ort aus Richtung Westen

### Geografische Lage
Breitscheid liegt in 266 bis 614 Meter Höhe am Osthang des Westerwaldes am Dreiländereck Hessen – Rheinland-Pfalz – Nordrhein-Westfalen.

### Nachbargemeinden
Breitscheid grenzt im Norden an die Gemeinde Burbach (Kreis Siegen-Wittgenstein in Nordrhein-Westfalen), die Städte Haiger und Dillenburg, im Osten an die Stadt Herborn, im Süden an die Gemeinde Driedorf (alle im Lahn-Dill-Kreis) sowie im Westen an die Gemeinden Willingen und Liebenscheid (beide im Westerwaldkreis in Rheinland-Pfalz).
Die Gemeindegrenze berührt in ihrem westlichen Teil das Dreiländereck von Hessen, Nordrhein-Westfalen und Rheinland-Pfalz.

### Gemeindegliederung
Die Gemeinde besteht neben dem Hauptort Breitscheid aus den Ortsteilen Medenbach, Erdbach, Gusternhain und Rabenscheid.

## Geschichte

### Ortsgeschichte
Die älteste erhaltene Erwähnung von Breitscheid, als „Bedinscheit“, stammt von 1230. Der im Jahre 1309 erbaute Turm der Kirche ist bis heute erhalten. Ebenso befindet sich die erste Glocke aus dem Jahr 1450 noch an Ort und Stelle und wird gemeinsam mit der zweiten Glocke aus 1519 regelmäßig geläutet. Im Jahr 1536 wird mit der Berufung des Kaplans Jakob Ebersbach die Reformation in Breitscheid eingeführt.
Der überwiegend landwirtschaftlich geprägte Ort machte sich ab dem 18. Jahrhundert seine reichen Tonvorkommen zunutze, und so entstanden ab 1711 zahlreiche Häfnereien. Bereits 1706 wurde eine Zieglerei erstmals urkundlich erwähnt und in 1710 eine Pfeifenbäckerei. Braunkohlebergbau wurde ab 1748 betrieben, die Braunkohlengrube „Ludwigs Zuversicht“ wurde 1832 westlich des Dorfes in Betrieb genommen. Im Jahr 1880 hatte Breitscheid 650 Einwohner, davon lebte etwa ein Viertel vom Töpferhandwerk. Mit dem Bau der Schamottefabrik 1899 brach in Breitscheid ein neues Zeitalter an: Viele vormals selbständige Häfner gaben ihr Handwerk auf und wurden Lohnarbeiter in der „Fabrik“. 1916 wurden in Breitscheid 948 und 1925 bereits 1091 Einwohner gezählt.
Ende der 1930er Jahre errichtete die Wehrmacht einen Feldflugplatz oberhalb des Dorfes. Im Jahr 1939 erhielt Breitscheid endlich den lange ersehnten Bahnanschluss, nachdem die Bauarbeiten an der Bahnstrecke Haiger – Breitscheid in 1914 aufgrund des Ausbruches des Ersten Weltkrieges eingestellt worden waren. Am 11. März 1945 warfen US-amerikanische Marauder-Flugzeuge 259 Bomben über dem Flugplatz ab, trafen diesen aber nicht, sondern kamen über dem östlichen Rand von Breitscheid auf und zerstörten zahlreiche Häuser. Ein weiterer Bombenteppich traf 11 Minuten später das Dorf Gusternhain und richtete dort große Schäden an.
1956 fiel bei Breitscheid ein etwa 1,5 Kilogramm schwerer Meteorit, der zur Klasse H5 der Chondriten zählt. Der größte Teil befindet sich heute im Max-Planck-Institut für Chemie in Mainz.

### Hessische Gebietsreform
Im Zuge der Gebietsreform in Hessen schloss sich am 31. Dezember 1971 die Gemeinde Rabenscheid freiwillig der Gemeinde Breitscheid an. Am 1. Januar 1977 wurden auch Erdbach, Gusternhain und Medenbach durch das Gesetz zur Neugliederung des Dillkreises, der Landkreise Gießen und Wetzlar und der Stadt Gießen eingemeindet. Für alle ehemals eigenständigen Gemeinden von Breitscheid wurden Ortsbezirke gebildet.
Die Kerngemeinde Breitscheid ist der geografische, wirtschaftliche, kulturelle und verwaltungsmäßige Mittelpunkt der Gesamtgemeinde. Mit seinen heute gut 2000 Einwohnern ist das alte Kirchdorf nicht nur der nach Einwohnerzahl größte Ortsteil, sondern stellt mit seinen sternförmig in alle Himmelsrichtungen auseinander gehenden Straßen einen bedeutenden Verkehrsknotenpunkt im Westerwald dar.

### Verwaltungsgeschichte im Überblick
Die folgende Liste zeigt die Staaten und Verwaltungseinheiten, denen Breitscheid angehört(e):
- vor 1739: Heiliges Römisches Reich, Grafschaft/Fürstentum Nassau-Dillenburg, Amt Herborn
- ab 1739: Heiliges Römisches Reich, Fürstentum Nassau-Diez, Amt Herborn
- 1806–1813: Großherzogtum Berg,[Anm. 2] Département Sieg, Arrondissement Dillenburg, Kanton Herborn
- 1813–1815: Fürstentum Nassau-Oranien, Amt Herborn
- ab 1816: Herzogtum Nassau,[Anm. 3] Amt Herborn
- ab 1849: Herzogtum Nassau, Kreisamt Herborn[Anm. 4]
- ab 1854: Herzogtum Nassau, Amt Herborn
- ab 1867: Königreich Preußen,[Anm. 5] Provinz Hessen-Nassau, Regierungsbezirk Wiesbaden, Dillkreis[Anm. 6]
- ab 1871: Deutsches Reich, Königreich Preußen, Provinz Hessen-Nassau, Regierungsbezirk Wiesbaden, Dillkreis
- ab 1918: Deutsches Reich, Freistaat Preußen, Provinz Hessen-Nassau, Regierungsbezirk Wiesbaden, Dillkreis
- ab 1932: Deutsches Reich, Freistaat Preußen, Provinz Hessen-Nassau, Regierungsbezirk Wiesbaden, Landkreis Dillenburg
- ab 1933: Deutsches Reich, Freistaat Preußen, Provinz Hessen-Nassau, Regierungsbezirk Wiesbaden, Dillkreis
- ab 1944: Deutsches Reich, Freistaat Preußen, Provinz Nassau, Dillkreis
- ab 1945: Deutsches Reich, Amerikanische Besatzungszone,[Anm. 7] Groß-Hessen, Regierungsbezirk Wiesbaden, Dillkreis
- ab 1946: Deutsches Reich, Amerikanische Besatzungszone, Hessen, Regierungsbezirk Wiesbaden, Dillkreis
- ab 1949: Bundesrepublik Deutschland, Hessen, Regierungsbezirk Wiesbaden, Dillkreis
- ab 1968: Bundesrepublik Deutschland, Hessen, Regierungsbezirk Darmstadt, Dillkreis
- ab 1977: Bundesrepublik Deutschland, Hessen, Regierungsbezirk Darmstadt, Lahn-Dill-Kreis
- ab 1981: Bundesrepublik Deutschland, Hessen, Regierungsbezirk Gießen, Lahn-Dill-Kreis

## Bevölkerung

### Einwohnerstruktur 2011
Nach den Erhebungen des Zensus 2011 lebten am Stichtag dem 9. Mai 2011 in Breitscheid 4936 Einwohner.
Nach dem Lebensalter waren 962 Einwohner unter 18 Jahren, 2038 zwischen 18 und 49, 982 zwischen 50 und 64 und 957 Einwohner waren älter.
Unter den Einwohnern waren 104 (2,1 %) Ausländer, von denen 38 aus dem EU-Ausland, 42 aus anderen europäischen Ländern und 20 aus anderen Staaten kamen. 
Die Einwohner lebten in 1842 Haushalten. Davon waren 393 Singlehaushalte, 527 Paare ohne Kinder und 763 Paare mit Kindern, sowie 138 Alleinerziehende und 24 Wohngemeinschaften. In 354 Haushalten lebten ausschließlich Senioren und in 1208 Haushaltungen lebten keine Senioren.

### Einwohnerentwicklung
| Breitscheid: Einwohnerzahlen von 1834 bis 2020 | Breitscheid: Einwohnerzahlen von 1834 bis 2020 | Breitscheid: Einwohnerzahlen von 1834 bis 2020 | Breitscheid: Einwohnerzahlen von 1834 bis 2020 | Breitscheid: Einwohnerzahlen von 1834 bis 2020 |
| --- | ---------------------------------------------- | ---------------------------------------------- | ---------------------------------------------- | ---------------------------------------------- |
| Jahr |                                                |                                                |                                                | Einwohner                                      |
| 1834 | 1834                                           |                                                | 521                                            | 521                                            |
| 1840 | 1840                                           |                                                | 580                                            | 580                                            |
| 1846 | 1846                                           |                                                | 598                                            | 598                                            |
| 1852 | 1852                                           |                                                | 622                                            | 622                                            |
| 1858 | 1858                                           |                                                | 620                                            | 620                                            |
| 1864 | 1864                                           |                                                | 657                                            | 657                                            |
| 1871 | 1871                                           |                                                | 674                                            | 674                                            |
| 1875 | 1875                                           |                                                | 670                                            | 670                                            |
| 1885 | 1885                                           |                                                | 741                                            | 741                                            |
| 1895 | 1895                                           |                                                | 770                                            | 770                                            |
| 1905 | 1905                                           |                                                | 872                                            | 872                                            |
| 1910 | 1910                                           |                                                | 948                                            | 948                                            |
| 1925 | 1925                                           |                                                | 1.091                                          | 1.091                                          |
| 1939 | 1939                                           |                                                | 1.134                                          | 1.134                                          |
| 1946 | 1946                                           |                                                | 1.550                                          | 1.550                                          |
| 1950 | 1950                                           |                                                | 1.688                                          | 1.688                                          |
| 1956 | 1956                                           |                                                | 1.631                                          | 1.631                                          |
| 1961 | 1961                                           |                                                | 1.677                                          | 1.677                                          |
| 1967 | 1967                                           |                                                | 1.671                                          | 1.671                                          |
| 1970 | 1970                                           |                                                | 1.735                                          | 1.735                                          |
| 1972 | 1972                                           |                                                | 2.077                                          | 2.077                                          |
| 1976 | 1976                                           |                                                | 4.326                                          | 4.326                                          |
| 1984 | 1984                                           |                                                | 4.447                                          | 4.447                                          |
| 1992 | 1992                                           |                                                | 4.753                                          | 4.753                                          |
| 2000 | 2000                                           |                                                | 5.000                                          | 5.000                                          |
| 2004 | 2004                                           |                                                | 5.081                                          | 5.081                                          |
| 2010 | 2010                                           |                                                | 5.110                                          | 5.110                                          |
| 2015 | 2015                                           |                                                | 4.800                                          | 4.800                                          |
| 2020 | 2020                                           |                                                | 4.673                                          | 4.673                                          |
| Datenquelle: Historisches Gemeindeverzeichnis für Hessen: Die Bevölkerung der Gemeinden 1834 bis 1967. Wiesbaden: Hessisches Statistisches Landesamt, 1968. Weitere Quellen: ; 1972:; 1976:; 1984:; 1992:; 2000, 2015:; 2004:; nach 2000: Gemeinde Breitscheid Zahlen - Daten - Fakten (mehrere Werte aus Webarchiv) Ab 1972 einschließlich der im Zuge der Gebietsreform in Hessen eingegliederten Orte. |                                                |                                                |                                                |                                                |

### Historische Religionszugehörigkeit
| • 1885: | 0728 evangelische (= 98,25 %), 1 katholischer, 11 Christen anderer Konfessionen (= 1,48 %) sowie ein Einwohner anderen Glaubens |
| • 1961: | 1363 evangelische (= 81,28 %), 289 römisch-katholische (= 17,23 %) Einwohner                                                    |
| • 1987: | 2665 evangelische (= 60,0 %), 464 katholische (= 10,5 %), 1310 sonstige (= 29,5 %) Einwohner                                    |
| • 2011: | 2496 evangelische (= 50,6 %), 434 römisch-katholische (= 8,8 %), 2006 sonstige / keine / ohne Angaben (= 40,6 %) Einwohner      |

## Politik

### Gemeindevertretung
Die Kommunalwahl am 14. März 2021 lieferte folgendes Ergebnis, in Vergleich gesetzt zu früheren Kommunalwahlen:
| Sitzverteilung in der Gemeindevertretung 2021Insgesamt 23 Sitze - SPD: 4 - FWG: 9 - CDU: 10 | Parteien und Wählergemeinschaften | Parteien und Wählergemeinschaften           | 2021  | 2021  | 2016  | 2016  | 2011  | 2011  | 2006  | 2006  | 2001  | 2001  |
| Sitzverteilung in der Gemeindevertretung 2021Insgesamt 23 Sitze - SPD: 4 - FWG: 9 - CDU: 10 | Parteien und Wählergemeinschaften | Parteien und Wählergemeinschaften           | %     | Sitze | %     | Sitze | %     | Sitze | %     | Sitze | %     | Sitze |
| Sitzverteilung in der Gemeindevertretung 2021Insgesamt 23 Sitze - SPD: 4 - FWG: 9 - CDU: 10 | CDU                               | Christlich Demokratische Union Deutschlands | 43,7  | 10    | 43,6  | 10    | 42,1  | 10    | 39,2  | 9     | 33,9  | 8     |
| Sitzverteilung in der Gemeindevertretung 2021Insgesamt 23 Sitze - SPD: 4 - FWG: 9 - CDU: 10 | FWG                               | Freie Wählergemeinschaft                    | 40,0  | 9     | 38,1  | 9     | 34,0  | 8     | 39,3  | 9     | 39,9  | 9     |
| Sitzverteilung in der Gemeindevertretung 2021Insgesamt 23 Sitze - SPD: 4 - FWG: 9 - CDU: 10 | SPD                               | Sozialdemokratische Partei Deutschlands     | 16,3  | 4     | 18,3  | 4     | 23,9  | 5     | 21,6  | 5     | 26,2  | 6     |
| Sitzverteilung in der Gemeindevertretung 2021Insgesamt 23 Sitze - SPD: 4 - FWG: 9 - CDU: 10 | Gesamt                            | Gesamt                                      | 100,0 | 23    | 100,0 | 23    | 100,0 | 23    | 100,0 | 23    | 100,0 | 23    |
| Sitzverteilung in der Gemeindevertretung 2021Insgesamt 23 Sitze - SPD: 4 - FWG: 9 - CDU: 10 | Wahlbeteiligung in %              | Wahlbeteiligung in %                        | 49,0  | 49,0  | 46,9  | 46,9  | 42,0  | 42,0  | 40,2  | 40,2  | 44,8  | 44,8  |

### Bürgermeister
Nach der hessischen Kommunalverfassung wird der Bürgermeister für eine sechsjährige Amtszeit gewählt, seit dem Jahr 1993 in einer Direktwahl, und ist Vorsitzender des Gemeindevorstands, dem in der Gemeinde Breitscheid neben dem Bürgermeister ehrenamtlich ein Erster Beigeordneter und sieben weitere Beigeordnete angehören. Bürgermeister ist seit 2001 der parteiunabhängige Roland Lay. Er wurde als Nachfolger von Siegfried Dechert, der nach vier Amtszeiten nicht wieder kandidiert hatte, am 16. September 2001 in einer Stichwahl bei 58,0 Prozent Wahlbeteiligung mit 55,9 Prozent der Stimmen gewählt. Es folgten zwei Wiederwahlen, zuletzt im September 2019.
Amtszeiten der Bürgermeister
- 2001–2025 Roland Lay[35]
- 1978–2001 Siegfried Dechert[32]

### Ortsbezirke
Für die Ortsteile Breitscheid, Erdbach, Gusternhain, Medenbach und Rabenscheid bestehen Ortsbezirke mit Ortsbeirat und Ortsvorsteher, nach Maßgabe der §§ 81 und 82 HGO und des Kommunalwahlgesetzes in der jeweils gültigen Fassung, gibt es im Gemeindegebiet: Die Wahl der Ortsbeiräte erfolgt im Rahmen der Kommunalwahlen. Der Ortsbeirat wählt eines seiner Mitglieder zum Ortsvorsteher bzw. zur Ortsvorsteherin.

### Ortsbeirat Breitscheid
Der Ortsbeirat besteht aus fünf Mitgliedern. Bei den Kommunalwahlen in Hessen 2021 betrug die Wahlbeteiligung zum Ortsbeirat 51,77 %. Dabei wurden gewählt: ein Mitglied der SPD, drei Mitglieder der CDU und ein Mitglied der „Freien Wählergemeinschaft“. Der Ortsbeirat wählte Andreas Becker (CDU) zum Ortsvorsteher.

### Wappen
Das Wappen wurde am 26. Februar 1988 durch das Hessische Innenministerium genehmigt.
Blasonierung: „Über einer verkürzten und eingebogenen goldenen Spitze, diese belegt mit einem rotbezungten blauen Löwenkopf und fünf blauen Schindeln, im blauen Feld vorne einen goldenen Topf, hinten schräggekreuzt einen goldenen Schlägel und einen goldenen Hammer.“

## Kultur und Sehenswürdigkeiten

### Museen
- Das Töpfermuseum Breitscheid stellt die Entwicklung des Töpferhandwerks dar und zeigt Töpfereiprodukte aus 250 Jahren.
- Das Museum „Erdbachium“ im Ortsteil Erdbach – Geologie, Archäologie, Höhlenforschung und Eisenbahngeschichte

### Sehenswürdigkeiten
Ein Teil der Tropfsteinhöhle Herbstlabyrinth wurde zur Schauhöhle ausgebaut und 2009 eröffnet. Im Karstgebiet Breitscheid-Erdbach gibt es außerdem eine Karstquelle, mehrere Dolinen und die Erdbacher Höhlen zu besichtigen, welche man auch über einen speziellen Karstlehrpfad erreichen kann.

### Sport- und Freizeitmöglichkeiten
In der Gemeinde Breitscheid gibt es viele Sportvereine, in denen man zum Beispiel Fußball, Tennis, Tischtennis oder Sportschießen betreiben kann. In der Kerngemeinde gibt es eine Sporthalle, in allen Ortsteilen Sportplätze. Im Sommer kann man auf dem Flugplatz Breitscheid Segelflug-, Motorflug- und Fallschirmsport sowie im Winter Skilanglauf betreiben.
Grillplätze und Freizeitanlagen sind in den Ortsteilen vorhanden. Die beiden Fernwanderwege Westerwaldsteig und Rothaarsteig verlaufen durch das Gemeindegebiet.

## Wirtschaft und Infrastruktur
In der Kerngemeinde gibt es eine Mehrzweckhalle und auch die anderen Ortsteile verfügen über Dorfgemeinschaftshäuser. In Medenbach gibt es ein unbeheiztes Freibad.
Seit 2020 gibt es ein Gesundheitszentrum, in welchem eine ärztliche Praxisgemeinschaft, die Gemeindepflegestation Breitscheid mit einer Tagespflege sowie weitere Einrichtungen zum Thema Gesundheit untergebracht sind.

### Verkehr
Die Bundesstraße 255 berührt das südliche Gemeindegebiet. Ferner verlaufen die Landesstraßen 3042, 3044 und 3391 sowie zahlreiche Kreisstraßen durch die Gemeinde. Die Autobahn-Anschlussstelle Herborn-West an der Bundesautobahn 45 liegt von der Kerngemeinde etwa sieben Kilometer entfernt.
Der Flugplatz Breitscheid ist auch überörtlich durch seine Großflugtage bekannt.
Früher war Breitscheid über die Bahnstrecke Haiger–Breitscheid an das Schienennetz angebunden. Ein Teil der Strecke inklusive des Rabenscheider Tunnel wird in den Sommermonaten als Radweg genutzt, welcher Breitscheid mit Haiger verbindet. Im Ortsteil Erdbach gab es einen Spitzkehrenbahnhof, der zur Westerwaldquerbahn gehörte.

### Bildung
In Breitscheid liegt die Fritz-Philippi-Schule, welche aus einer Grund-, Haupt- und Realschule mit Förderstufe besteht. Im Ortsteil Medenbach gibt es außerdem eine Grundschule. Weiterführende Schulen (Gymnasien) können in Herborn das Johanneum Gymnasium oder Dillenburg die Wilhelm-von-Oranien-Schule besucht werden.
Kindergärten gibt es in Breitscheid, Medenbach und Rabenscheid.

### Ansässige Betriebe
Als wichtigste Arbeitgeber in der Gemeinde seien die Firmen Westerwälder Thonindustrie, awepro, Georg GmbH, Cartonia Wellpappen, Sahm Holzbau, Tongrube Herrenstruth der Iphigenie Bergbau, Schreiner Formen und Hofmann Ceramik genannt.

## Persönlichkeiten

### Söhne und Töchter der Gemeinde
- Johann Friedrich Fuchs (1739–1823), reformierter Theologe, Geistlicher, Bibliothekar und Hochschullehrer
- Ferdinand Zissler (1875–1943), Theologe, 1903–04 als Missionar in Indonesien und seit 1904 als Pastor in den USA[43]
- Wilhelm Kegel (1890–1971), Geologe
- Walter Fries (1894–1982), im Ortsteil Gusternhain geborener General der Panzertruppe
- Marita Metz-Becker (* 1953), Hochschullehrerin am Institut für Europäische Ethnologie/Kulturwissenschaft

### Mit der Gemeinde verbunden
- Der Pfarrer und Schriftsteller Fritz Philippi (1869–1933) wirkte von 1894 bis 1904 in Breitscheid.
- Die Hammerwerferin Kathrin Klaas (* 1984) wuchs in Breitscheid auf.